# Saint-Denis-du-Pin
Saint-Denis-du-Pin foi uma comuna francesa localizada no departamento de Charente-Maritime na região administrativa da Nova Aquitânia, no sudoeste da França. Em 1 de janeiro de 2016, passou a formar parte da nova comuna de Essouvert.